# Amerikai anzix
Az Amerikai anzix egy 1975-ös magyar filmdráma, rendezője Bódy Gábor. A film a magyar negyvennyolcas emigrációnak állít emléket. Története az amerikai polgárháború utolsó napjaiban játszódik és három különböző karakterű tiszt, a racionális Fiala János (Csutorás Sándor), a fatalista Vereczky Ádám (Cserhalmi György) és a romantikus Boldogh (Fekete András) eltérő sorsait mutatja be. A Bódy diplomafilmjeként készült alkotás kísérleti filmnek is tekinthető, hiszen az eredetileg felvett filmszalagot különböző trükkök segítségével úgy manipulálták, hogy a film látványa korabeli dokumentumok benyomását keltse.

## Cselekmény
|  | Alább a cselekmény részletei következnek! |

Az amerikai polgárháború utolsó napjaiban járunk Észak-Karolinában. Az uniós csapatok már a Konföderáció fővárosánál járnak, de Lee tábornok hadserege még nem adta meg magát. Fiala János őrnagy, emigráns magyar katonatiszt társaival az ellenség állásait térképezi fel, azonban a konföderációs erők felfedezik és menekülésre kényszerítik őket. A táborukba visszatérve Fiala vitába bonyolódik szintén magyar segédjével, Boldoghgal a magyar szabadságharc esélyeiről, Görgey szerepéről és egy új európai háború kitörésének lehetőségéről. Míg Boldogh reménykedik egy a magyar függetlenséget elhozó új európai háborúban, Fiala már megállapodna az Egyesült Államokban. Ajánlatot is kap a Pacific Railwaystől, amely mérnökként alkalmazná egy transzkontinentális vasút építésénél. Mivel a felderítő méréseket nem sikerült elvégezni, a tábornok Fialát azok befejezésével bízza meg.
Egy lovassági tiszt, Vereczky Ádám engedélyt kér Fialától, hogy megfigyelőként elkísérhesse a küldetésre. A mérések alatt Vereczky közönyösen mozog a déliek állásai előtt, ügyet se vetve az őt célzó lövésekre, mégis életben marad. Fialát megdöbbenti Vereczky fatalista viselkedése. Később a táborban  Fiala  elfogadja a vasúttársaság ajánlatát. Felajánlja Boldogh számára is a csatlakozást, ő azonban helyette a hazatérést választja. Az újabb háború helyett Boldogh már az amnesztiában bízik. Fiala a magyar tisztek klubjában Vereczky Ádámról érdeklődik. Egy társa elmondja, hogy a fiatalon emigránssá vált Vereczky már a krími háborúban is halált megvető tetteket hajtott végre, bár ezt mások kétségbe vonják. Fialát azonban meghatja Vereczky karaktere és elnézést kér tőle viselkedéséért. Közben kiderül, hogy a déliek visszavonultak, a háború vége csupán néhány nap kérdése. A megkönnyebbült katonák különböző módokon ünnepelnek.
Fiala összemelegedik Vereczkyvel, elmagyarázza neki az általa használt mérőműszer, a teodolit működését. Reggel elindulnak az eszköz terepen való kipróbálására is. Felfedeznek egy a pihenő katonák által épített hintát, melynek magasságát mintegy 50 lábban állapítják meg. Vereczky saját maga is kipróbálja a szerkezetet, amit a katonák figyelmeztetése ellenére egyre magasabbra hajt. Vereczky végül leesik a hintáról és a halálra zúzza magát. Fiala gondoskodik temetéséről.
|  | Itt a vége a cselekmény részletezésének! |

## Szereplők
- Cserhalmi György (Vereczky Ádám)
- Csutorás Sándor (Fiala János)
- Fekete András (Boldogh)
- Latinovits Zoltán (Fiala János hangja)
- Vándor Éva

## A film forrásai
Bódy számos a polgárháború korából származó dokumentumot felhasznált filmjéhez, például Fiala János, Árvay László és Kuné Gyula naplóit vagy Teleki László egyik levelét.